# 二碘化铟
二碘化铟是铟的一种碘化物，化学式 In[InI3]。

## 制备
二碘化铟可以由铟和碘化汞反应而成。
{\displaystyle \mathrm {In+HgI_{2}\longrightarrow Hg+InI_{2}} }
它也可以由铟和三碘化铟反应而成。

## 性质
二碘化铟是红棕色、抗磁性、易潮解的固体，在水中歧化成金属铟和三碘化铟。二碘化铟不含铟(II)，真实结构为In[InI4]或InI·InI3。它是正交晶系的，空间群 Pnna (No. 52)，晶格参数 a = 842.7 pm、b = 1096.5 pm和c = 1117.3 pm。